# 漢陽88式小銃
漢陽88式小銃（中国語:漢陽八八式歩槍）は清国漢陽兵工廠が、ドイツ帝国のGew88をライセンス生産した、中国国内で生産された最初のボルトアクション式小銃である。別称として単に漢陽造や老套筒（旧式銃の意）とも呼ばれた。
清末から朝鮮戦争にいたるまで中国の主要小銃の1つであり、60年にわたって制式兵器であったことから、20世紀初頭における中国軍を代表する兵器とも言える。
オリジナルのGew88と異なる点として、銃身被筒を省略する改良がされている。
本銃によって中国軍が大口径大威力の7.92x57mmモーゼル弾を嚆矢として採用したことは、後々、日本軍を苦戦させることになる。

## 歴史

### 清代

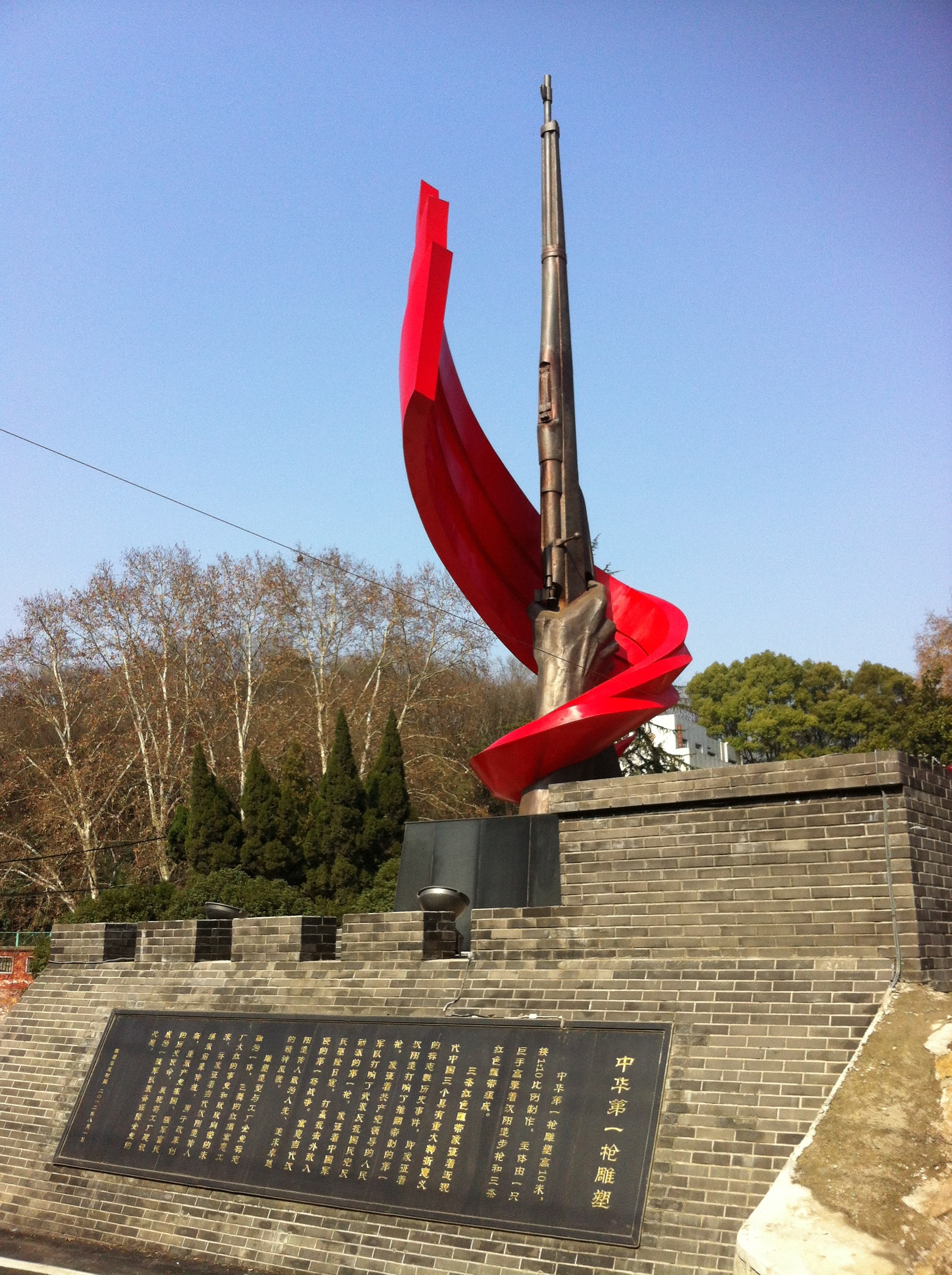
漢陽88式を模したモニュメント

漢陽88式小銃は張之洞が設立した漢陽兵工廠がドイツのモーゼルからGew88のライセンスを取得、生産を開始した。清朝末期に清国政府は88式小銃の生産停止と元年式小銃（マウザー Gew 1907またはハーネル M1907とも）のライセンス生産を企図するが予算不足により実行されず、88式小銃は生産が続けられ両江新軍に配備されたほか、軍閥時代になっても生産が続けられた。

### 民国期

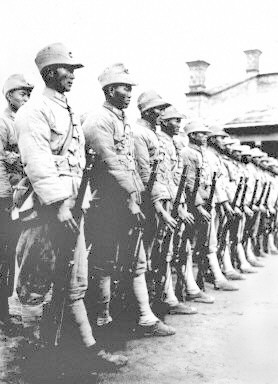
漢陽88式小銃を装備した国民党軍兵士

民国初期に北洋政府が漢陽兵工廠の生産設備を更新、これにより漢陽兵工廠は引き続き88式小銃の製造を続け、この頃金陵兵工廠の生産設備も更新され、88式小銃の生産を開始する。その後軍閥が割拠するなか、生産設備の更新等が不可能となり生産経費も削減された為、両工廠とも生産が断続的となった。1928年になり国民革命軍が武漢と南京を占領すると、その生産は安定し始める。
中正式小銃の生産に成功すると、国民政府は88式小銃の生産設備を中正式に改めようとしたが、日中戦争勃発により計画は延期、漢陽、金陵の工廠も国民党と共に重慶へ疎開した。疎開と同時に漢陽兵工廠の生産設備が21廠（金陵兵工廠改組後の番号）に移設、88式小銃の生産が単一工場へ集約され、鞏県兵工廠の小銃部門が爆撃を受け中正式小銃の生産能力が大幅に低下した為、88式小銃は日中事変においても未だ主要兵器に位置を占め、21廠の88式小銃は1944年迄生産が続けられ、工廠内の設備が中正式生産用に完全に改められ漸く停止したものの、大量に生産された事から国内の各勢力において使用され、朝鮮戦争でも依然としてその姿を見る事ができた。朝鮮戦争終結後中華人民共和国はソビエト連邦より新型兵器の大量供与をうけ、88式小銃は漸く実戦部隊より退き、民兵部隊では1980年代迄見る事ができたという。